# Festival Fusion
Le Festival Fusion ('fjuʒən,  « Фузион » en cyrillique) est un festival de musique, performances de théâtre et d'autres activités, organisé annuellement depuis 1997 pendant quatre jours sur l'ancien aérodrome militaire soviétique de Rechlin-Lärz sur le plateau des lacs mecklembourgeois à environ 130 km au nord de Berlin.
Plusieurs centaines de groupes de musique et de DJ, de plusieurs genres mais à dominance électronique, se produisent sur la vingtaine de scènes du festival. Des animations ambulantes, des troupes de théâtre et des films assurent le reste de l'animation. Des marchés et des foires sont présents sur place. Une partie des ateliers sont auto-participatifs.
L'organisation du festival est assurée par l'association sans but lucratif Kulturkosmos Müritzsee e.V. La structure du festival se rapproche du principe d'une zone d'autonomie temporaire.

## Philosophie

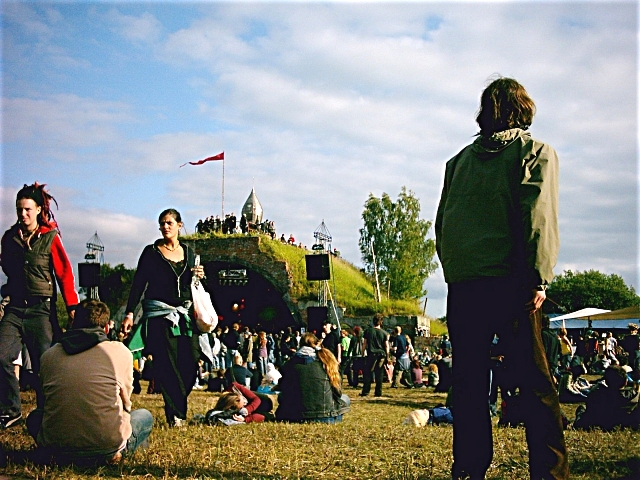
Sur le site du festival en juin 2004.

Le festival se veut un site de « communisme de vacances » (Ferienkommunismus) où se développerait une société parallèle (Parallelgesellschaft), un terme hérité de Wilhelm Heitmeyer (1945-), sociologue et professeur à l'université de Bielefeld, qui fait référence aux minorités ethniques et religieuses qui s'organise en autogestion avec un minimum de contact culturel et social avec la société où elles s'établissent. Le Fusion Festival se veut être un espace de partage libre des devoirs et des contrôles de la société allemande. Les organisateurs mettent l'accent sur la tolérance mutuelle et la dimension anticommerciale et écologique du festival, qui consiste notamment à ne pas accepter de subventions de grosses entreprises ou de garder un nombre de festivaliers relativement restreint. Le festival est depuis quelques années à guichets fermés plusieurs mois avant l'évènement. Il n'y a pas de publicités ou de présence médiatique pendant les festivités.

## Site
L'aérodrome de Lärz est occupé jusqu'en 1993 par l'armée russe. Il est racheté le 30 avril 2003 par l'association Kulturkosmos Müritzsee e.V.. Le terrain a la particularité d'avoir douze ancien hangar qui sont maintenant recouverts de toits vivants. Ces « tertres » verts donnent au site un caractère unique et permet aux festivaliers de s'abriter en cas de pluie et d'y continuer les festivités.
Dans l'édition 2013, 22 scènes étaient réparties dans l'enceinte du festival : Hangarbühne ; Rosa Platz (anciennement « Rote Platz ») ; Luftschloss ; Palast ; Chai Wallahs (nouvelle scène en 2013) ; Datscha Hangar ; Tubebox ; Neuland ; Turmbühne ; Seebühne ; Bassline Circus ; Trancefloor ; Tanzwiese ; Querfeld ; Schuhkarton ; Dubstation ; Salón de Baile ; Karl Kutter (anciennement « Kolkata ») ; Casino ; Weidendom ; Rootsbase ; Cabaret.

## Affluence
Le nombre de festivaliers officiels sont fixés entre 55 000 et 60 000 personnes. Le festival est à guichets fermés souvent quelques jours seulement après le début de la mise en vente des billets.
| Édition | Festivaliers | Édition | Festivaliers | Édition | Festivaliers |
| ------- | ------------ | ------- | ------------ | ------- | ------------ |
| 2004    | 15 000       | 2008    | 45 000       | 2012    | 55 000       |
| 2005    | 22 000       | 2009    | 60 000       | 2013    | 70 000       |
| 2006    | 30 000       | 2010    | 53 000       | 2014    | 70 000       |
| 2007    | 34 000       | 2011    | 55 000       | –       | –            |

## Hygiène

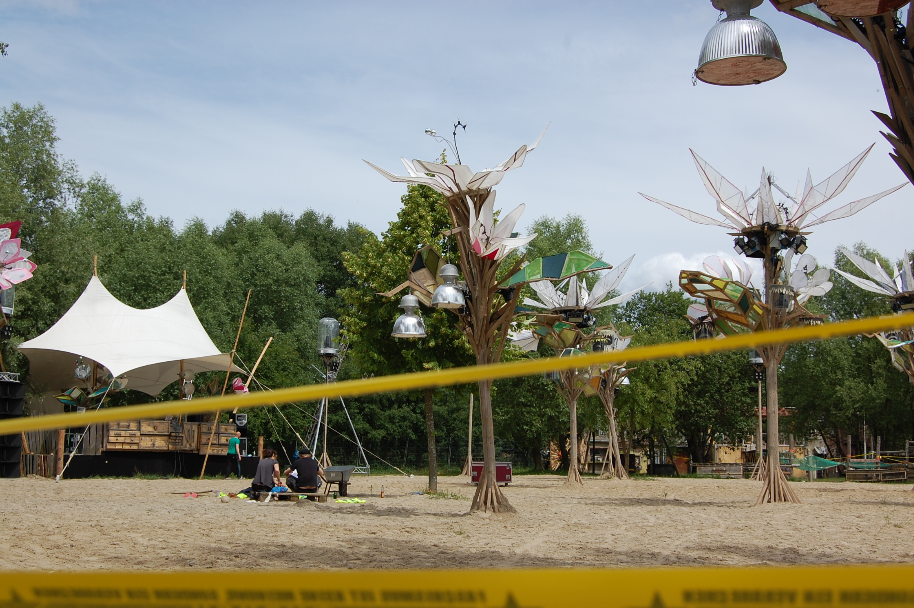
Dancing Desert, 2014.

Des centaines de toilettes chimiques sont réparties sur le terrain. Elles sont gratuites et nettoyées trois fois par jour. Des toilettes à chasse d'eau (« WC-Royal ») sont aussi disponibles moyennant 0,5 €. Des « Fusionella », c'est-à-dire des urinettes portatives sont distribuées pour les femmes.
Des points d'eau et autres robinets sont aussi omniprésents et ravitaillent en eau gratuite et potable. Dans le prix du billet d'entrée sont inclus 10 € de consigne, qu'on peut récupérer en ramassant les déchets parsemés pendant le festival.